# Jacques der Fatalist und sein Herr

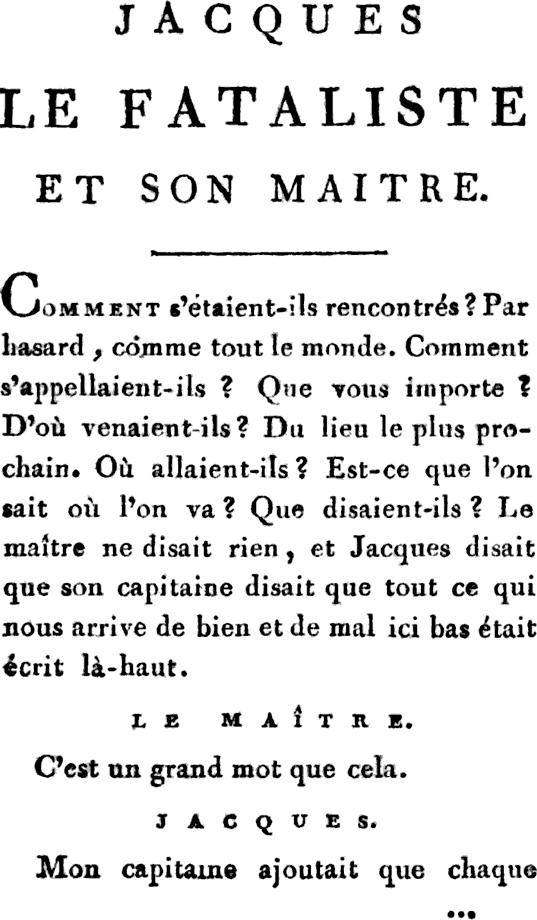
Incipit, 1797

Jacques der Fatalist und sein Herr (der Originaltitel lautete im Französischen Jacques le fataliste et son maître) ist ein Roman des französischen Autors Denis Diderot. Entstanden und niedergeschrieben zwischen 1765 und 1784, dem Todesjahr des Autors, wurde er erst nach dem Tod Diderots veröffentlicht.

## Inhalt
„Wie hatten sie einander gefunden? Durch einen Zufall, wie alle Welt. Wie war ihr Name? Was liegt Ihnen dran? Woher kamen sie? Aus dem nächsten Ort. Wohin ging ihre Reise? Weiß man je, wohin man geht? Was sagten sie? Der Herr sagte nichts, und Jacques sagte, sein Hauptmann habe immer gesagt, alles, was uns hinieden an Gutem und Bösem zustoße, stehe da oben geschrieben.“

Der Diener Jacques und sein adeliger Herr, der im Roman nicht mit Namen genannt wird, reisen neun Tage lang durch Frankreich. Zur Unterhaltung tauschen sie Anekdoten aus, diskutieren über philosophische Fragen, über die Willensfreiheit und über Vorherbestimmung, und Jacques erzählt seine Liebesgeschichte. Dabei wird er immer wieder durch unglückliche Ereignisse unterbrochen, die Anlass zu neuen Geschichten bieten, die von Zufallsbekannten erzählt werden, die ihrerseits von unvorhergesehenen Ereignissen unterbrochen werden. Zusätzlich räsoniert der Erzähler über die Möglichkeiten, die er habe, um die Handlung des Romans zu verändern, reiht Stichpunkte auf, wie er Ereignisse in eine andere Richtung lenken könnte, und er verwickelt schließlich den fiktiven Leser in Diskussionen über den Roman, dessen Protagonisten etc.
Gegen Ende des Romans erfährt der Leser beiläufig, dass die Bezahlung einer Amme, die ein dem Herrn untergeschobenes Kind versorgt hatte, Anlass dieser Reise war, dass Jacques seine verlorene Liebe wiederfindet und dass sich, getreu dem bisherigen Verlauf des Romans, neue Verwirrungen abzeichnen.

## Komposition des Romans
Schon ganz am Anfang des Romans wird der Ton mit dem Satz „Weiß man je, wohin man geht?“ angeschlagen. Das betrifft die Reise der beiden Protagonisten, kann sich auch auf das menschliche Leben im Allgemeinen beziehen – kann man frei entscheiden oder steht alles „dort oben“ geschrieben? – und auf den Gang der Erzählung selbst. Diderots Roman wird nicht linear erzählt, sondern ist ein verwirrendes Gespinst von Erzählfäden, die zur Seite gelegt, abgebrochen werden, deren lose Enden sich unverhofft zusammengeknüpft finden und die erstaunlicherweise immer wieder von allen scheinbaren Abweichungen zum „roten Faden“, der Geschichte von Jacques’ Liebschaft, zurückkehren. Der Anstoß zu dieser Rahmenhandlung kommt aus dem 22. Kapitel in Buch 8 des Romans Leben und Ansichten von Tristram Shandy, Gentleman von Laurence Sterne, aus dem Diderot ganze Passagen wörtlich übernimmt.
Vier Hauptstränge verschlingen und entflechten sich dabei: Die pikareske Reise, Jacques’ Liebesgeschichte mit Denise, die Abschweifungen durch Geschichten, die zufällig auftretende Personen einander oder Jacques und dem Herrn erzählen, und schließlich allerlei Reflexionen des Erzählers über seine Romanfiguren, über Freiheit und Fatalismus, über die Wahrheit in der Poesie, über das Talent des Dichters, über den Geist der Ritterlichkeit und über die Möglichkeit überhaupt, eine Geschichte zu erzählen. Der Faden der Geschichte wird dabei rund 180-mal unterbrochen, wieder aufgenommen und durch mehr oder weniger abgeschlossene Stücke, über 20 an der Zahl, erweitert.
Jacques’ Liebesgeschichte wird nicht zu Ende gebracht, der Text des Romans bricht nach einer Inhaftierung Jacques’ unvermittelt ab, und Diderot begründet das abrupte Ende damit, dass es eben so in der „Rolle da oben“ geschrieben stehe.

## Herr und Diener
„Ein Jacques, Herr, ist ein Mensch wie jeder andere.“

Zur Zeit Diderots ist das Herr-und-Diener-Paar ein festes Motiv der Komödie; zu erinnern sei hier nur an Molières Don Juan und Sganarell oder an Beaumarchais’ Almaviva und Figaro. Diderot selbst bezieht sich im Roman explizit auf Don Quixote und Sancho Pansa. In der Gesellschaft wird der Diener als niederes Wesen betrachtet, der den Launen des Herrn ausgeliefert ist. Mit seinen Kollegen aus der Komödie teilt Jacques die soziale Herkunft, die existentielle Abhängigkeit vom Herrn, aber auch Witz und Lebenstüchtigkeit.
Anders aber als seine Kollegen reklamiert Jacques für sich einen Status von Gleichberechtigung im Bewusstsein einer gegenseitigen Abhängigkeit von Herr und Diener. „Jacques ist für Euch geschaffen und er für Euch“.
Begründet wird die unterschiedliche Rollenverteilung durch die Determiniertheit des Menschen durch Geburt in eine bestimmte gesellschaftliche Schicht und Situation, eben „weil es da oben geschrieben steht“. Der wahre Lenker des Gespanns ist allerdings der Diener, und der Herr hat sich damit abzufinden. „Es wurde bestimmt, dass Ihr den Titel führen und ich die Sache haben sollte. Ihr sollt Euch meinen Herrn nennen, während ich der Eure bin.“
In Diderots Herr-und-Diener-Paar scheinen sich schon die sozialen Veränderungen im Frankreich am Vorabend der Revolution abzuzeichnen. Diderot schlägt hier ein neues Verhältnis zwischen Herr und Diener vor, das auf gegenseitigem Respekt beruht, das herzlicher und humaner ist, als es nach dem alten Rollenverständnis sein konnte.
Der Erzähler nimmt eine Debatte der beiden zum Anlass, um grundsätzlich über das Prinzip von Herrschaft und Abhängigkeiten der Menschen zu reflektieren. „Jeder Herr hat seinen Hund“, verkündet Jacques, und da jeder Mensch den Wunsch hat zu herrschen und zu befehlen, „sind die Schwachen die Hunde der Starken“.

## Der freie Wille und Jacques’ Fatalismus
Der Roman spiegelt eines der meistdiskutierten philosophischen Themen der europäischen Aufklärung wider: Die Frage nach dem freien Willen des Menschen und nach einem ausschließlich durch Naturgesetze bestimmten menschlichen Handeln. Diderot beleuchtet in seinem Roman dieses Paradox menschlicher Existenz in ironisch-spielerischer Weise.
Jacques’ Herr vertritt die Position eines Verfechters der Willensfreiheit, in der Praxis ist er jedoch ein Getriebener. Unbeholfen, schwerfällig, ohne eigene Antriebskraft sind „die eigentlichen Quellen seines Lebens“, wie der Erzähler sagt, „zu schnupfen, nach der Zeit zu sehen und Jacques auszufragen.“ Er ist ein „Automat“ und „…läßt sich leben, das ist sein gewöhnliches Geschäft“.
Jacques hingegen ist, wie schon sein attributiver Beiname sagt, Fatalist. Heute würde man Jacques’ Einstellung mit Determinismus bezeichnen, ein philosophischer Begriff, der erst nach Diderots Tod in das Fachvokabular der philosophischen Zunft Eingang gefunden hat.
Jacques ist der Überzeugung, dass alle Ereignisse eine konkrete Ursache haben und nach festen Gesetzen ablaufen. Es gibt keine göttliche Vorsehung, keinerlei „blindes Verhängnis“, sondern lediglich wertneutrale Ursachen, keinerlei Ursachen auf ein Ziel hin. Der Hauptmann, von dem Jacques seine Thesen bezieht, ist Anhänger Spinozas, der sich in seiner Lehre u. a. von der aristotelischen Zweckursache verabschiedet hat. Zufälle und Wunder gibt es nicht. Bestätigt wird Jacques’ These vom Verlauf des Romans, in dem ständig neue, zufällig erscheinende Richtungen eingeschlagen werden, die sich dann als notwendige Folgen unbekannter Ursachen erweisen.
Zum Beweis seiner Thesen führt Jacques seinen Herrn regelrecht vor, indem er in einem gefährlichen Streich demonstriert, dass keine der folgenden Reaktionen aus einer freien Entscheidung des Herrn erfolgten, vielmehr durch Jacques provoziert und gesteuert waren: „Seid ihr nicht meine Marionette gewesen, und wäret ihr nicht mein Hanswurst geblieben, wenn ich es mir vorgenommen hätte?“ Dass dem Herrn nicht geschadet wurde, „stand“, so Jacques, „da oben und in meiner Vorsorge geschrieben“.
Jacques’ Fatalismus ist also keineswegs frei von Widersprüchen. Anders als man bei einem schicksalsergebenen Fatalisten erwarten dürfte, ist Jacques ein tatkräftiger und bedachtsamer Mensch, wenn er auch seinen Spruch, dass alles dort oben geschrieben stehe, permanent auf den Lippen führt (rund 60 Mal).

### Exkurs über Jacques’ Moral
„Jede Tugend und jedes Laster kommt und geht mit der Mode“

Jacques’ fatalistische Einstellung hat ihre Auswirkungen auf seine ethisch-moralische Einstellung. Er handelt souverän, ohne Regeln der Gesellschaft und der Kirche über Recht, Sitte und Moral in Erwägung zu ziehen. Immer wieder hat sich in seinem Leben herausgestellt, dass Handlungen aus bester Absicht nichts als Schaden angerichtet, während Schurkereien, aus niedrigen Motiven begangene Taten, sich als segensreich herausgestellt haben. „Das Gute zieht das Schlechte nach sich, das Schlechte zieht das Gute nach sich“. Eine Unterscheidung zwischen einer physischen Welt und einer moralischen Welt scheint ihm ohne Sinn. Nach seiner Meinung gibt es weder Tugend noch Laster, da das Leben nichts ist als eine Verkettung von uns unbekannten Ursachen und Wirkungen, die das Leben eines Menschen von Geburt an bestimmen. Folglich kann er auch nicht für seine Taten verantwortlich gemacht werden.
Jacques selbst handelt jedoch bedachtsam, unter Berücksichtigung der Umstände und der jeweils gebotenen Vorsicht. Wie er sagt, liebt er die Lüge nicht, „es sei denn sie ist nützlich und durch die Umstände geboten“. Er verrichte seine Gebete, „für alle Fälle“. Schwüre hält er für so verbindlich und fest „wie ein Felsen, der in Staub zerfiel“.
Er ist klug, obwohl er die Klugheit verachtet, er gerät in Zorn über Ungerechtigkeit, ist dankbar für Wohltaten, freut sich und trauert wie jeder andere Mensch auch, nimmt also keinesfalls sein Schicksal stoisch ergeben hin. Und ansonsten ist er, wie der Erzähler sagt, „ein wackerer Geselle, freimütig, ehrbar, mutig, anhänglich, treu...“
Diderot gibt keine Antworten auf die dialektische Spannung zwischen Freiheit und Determinismus; die Frage bleibt offen. Die Antinomie bleibt bestehen, wird vielmehr in eine ironische Sicht des menschlichen Lebens in einen Roman integriert, der seinen Leser nicht belehren will, ihn nicht zum Materialismus bekehren möchte, sondern ihn unterhalten und amüsieren soll.

## Das Spiel mit dem Leser
„Aber um Himmels willen, sagen Sie mir doch endlich, Herr Verfasser, wo sie hinwollten...“

Diderots Erzähler spielt sich in geradezu aufdringlicher Weise in den Vordergrund. Er räsoniert mit dem Leser, wirft ihm „unerträgliche Neugierde“ vor, lockt seine Phantasie auf Wege, die sich rasch als Irrwege herausstellen, schlägt ihm unterschiedliche Varianten einer Geschichte vor, überlässt seinem Leser die Wahl, um dann vorzuführen, dass seine Wahl nichts als Langeweile provoziere, und diskutiert, ob sich die Protagonisten wohl ihrem Stand entsprechend oder eher in der Diktion des Autors ausdrücken, beharrt gleichzeitig darauf, dass er hier keinen Roman erzähle, sondern dass alles auf der „Wahrheit“ verlässlicher Quellen, auf vertrauenswürdigen Augenzeugenberichten etc. beruhe.
Der Leser hingegen hält dem Erzähler seine ständigen Abschweifungen vor, unterstellt ihm die Flucht in Allegorien – „die letzte Rettung unfruchtbarer Köpfe“ –, wenn ihm nichts mehr einfalle.
Der (fiktive) Leser und der Erzähler bilden zusammen ein ebenso unzertrennliches Paar wie Jacques und sein Herr.

## Ein Antiroman, ein Metaroman?
„Erzählen Sie die Geschichte doch selbst zu Ende.“

In der Literaturwissenschaft wird Diderots Jacques  gerne mit dem Etikett Antiroman oder – nach neuerer Begrifflichkeit – Metaroman versehen.
Diderots Erzählung steckt in der Tat voller Polemiken und ironischer Spitzen gegen den Roman als solchen. Der Erzähler behauptet unverdrossen, dass er keineswegs einen Roman schreibe; um einen Roman zu schreiben, müsse man lügen, und er liebe die Lüge nicht. Seine Absicht sei es, „wahr“ zu sein, die üblichen Mittel der Romanschreiber lehne er ab.
Der fiktive Erzähler räsoniert mit seinem Leser, um den Schein aufrechtzuerhalten, dieser habe Teil an der Genese des Romans. Dass es sich hier um einen Roman handelt, wird gleichzeitig abgestritten: „Ganz offensichtlich mache ich keinen Roman, da ich Mittel außeracht lasse, denen sich ein Romanschreiber unweigerlich bedienen würde“.
Überkommene Erzählkonventionen des Romans fehlen allerdings: Es gibt keine Einteilung in Kapitel, es wird nicht geradlinig von Anfang bis Ende erzählt, die Position des allwissenden Erzählers gibt es nicht, demnach auch nicht die üblichen von höherer Warte aus entworfenen Charakterbilder der Protagonisten, für die der Erzähler nur Spott übrig hat. Es wechseln ständig die Erzähler, die Erzählperspektiven und damit auch die Erzählweisen, die vom Trivialen, Satirischen, Anekdotischen bis ins Gehoben-Elaborierte wechseln können. Eine von der aristotelischen Poetik abgeleitete Deckungsgleichheit von Erzählzeit und erzählter Zeit zu berücksichtigen, ist nicht Absicht unseres Erzählers. Das sich dabei ergebende Erzähltempo könnte man mit dem musikalischen Begriff eines presto con brio charakterisieren. Der Leser wird im Roman zum Narren gehalten, indem die üblichen Erwartungen an einen Roman enttäuscht werden. Movens der Geschichten ist ausschließlich der Zufall, nur der Zufall kann „aus der unendlichen Zahl der Möglichkeiten solche beliebig auswählen und sie zum völlig unerwarteten Ereignis zu verknüpfen“. Der Zufall ist die Ursache aller Bizzarerien des Romans und des Lebens.
Ein Theoretiker des Nouveau Roman, Michel Butor, hat in dem Roman einen frühen Vorläufer gesehen. Ein Antiroman ist Diderots Jacques in dem Sinne, als er die überkommenen Regeln epischen Erzählens für sich außer Kraft setzt und wie es Hinterhäuser formuliert, dass der Roman „historisch gesehen...ein Werk [ist], das, Erstarrtes zerschlagend, den Schlussstrich unter abgelebte Ordnungen zieht; das zwar noch keine „neuen Werte“ schafft (es sei denn die des kritischen Verstandes)“.
Das überraschend Moderne aber ist, dass Diderot die Problematik des Erzählens zum Gegenstand seines Romans gemacht hat, was den Roman den heutigen an Joyce oder Proust geschulten Leser eben als außerordentlich modern empfinden lässt.

## Editionen

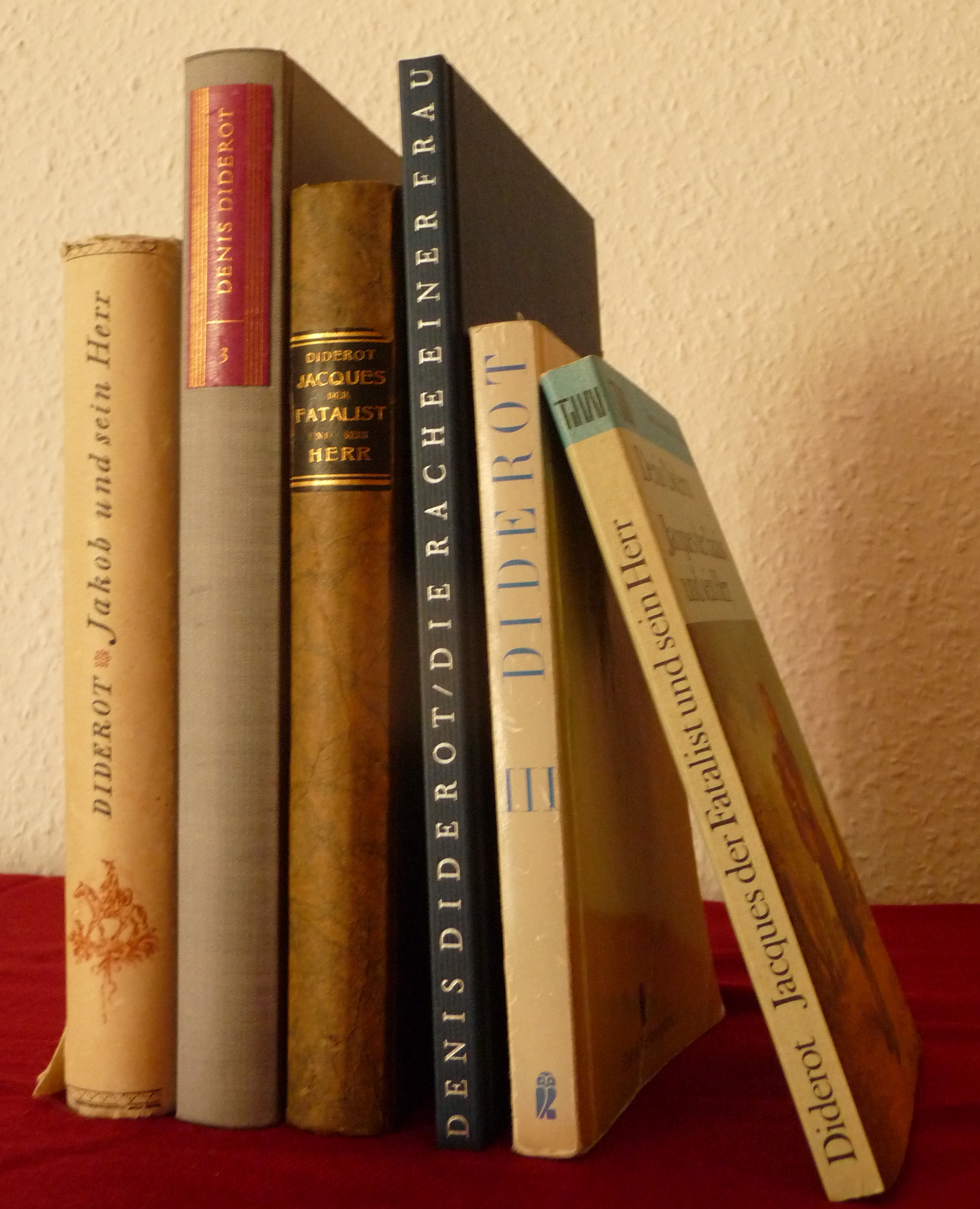
Deutschsprachige Ausgaben

Große Teile des Romans wurden zwischen November 1778 und Juni 1780 in Grimms exklusiver Zeitschrift  Correspondance littéraire publiziert, eine Zeitschrift, deren Abonnenten vorzugsweise an den europäischen Höfen saßen, die nicht gedruckt, sondern handgeschrieben war, mit Diplomatenpost verschickt wurde und so der Zensur entging.
Die erste französische Ausgabe erschien erst 1796 bei Buisson in Paris unter dem Titel Jacques le fataliste et son maître. Bis 1800 erschienen etwa neun weitere Ausgaben, darunter auch eine preiswerte Taschenausgabe.
Die erste deutsche – sehr freie – Teilübersetzung der Pommeraye-Episode des Romans von Friedrich Schiller wurde schon 1785 unter dem Titel Merkwürdiges Beispiel einer weiblichen Rache in der ersten und einzigen Nummer seiner Zeitschrift Rheinische Thalia veröffentlicht. Eine anonyme Rückübersetzung ins Französische dieses Schiller-Textes wurde 1793 in Paris gedruckt. 1792 kam unter dem Titel Jakob und sein Herr. Aus Diderots ungedrucktem Nachlass eine zweibändige Übersetzung von Wilhelm Christhelf Sigmund Mylius im Verlag von Johann Friedrich Unger in Berlin heraus und erschien nur ein Jahr später in niederländischer Übersetzung. Beide Ausgaben gingen der französischen Erstausgabe voraus. Mylius’ Übersetzung ist bis heute Grundlage für alle späteren deutschen Übertragungen. Allerdings ist die Ausgabe nicht vollständig, da einzelne Passagen der Zensur zum Opfer gefallen sind. 1797 erschien die erste englische Übersetzung.
Die erste vollständige deutsche Ausgabe ist die 1921 bei Georg Müller in München unter dem Titel Jakob und sein Herr erschienene zweibändige Übersetzung von Hanns Floerke.

## Rezeption
Der Roman hat bis heute immer wieder Philosophen, Künstler und Literaten zur gedanklichen und künstlerischen Auseinandersetzung angeregt.